# Elisabeth Schicho
Elisabeth Schicho est une fondeuse allemande, née le 10 mai 1991 à Tegernsee.

## Biographie
Membre du club de Schliersee, elle dispute sa première course FIS en fin d'année 2006 et sa première compétition importante en 2009 au Festival olympique de la jeunesse européenne à Szczyrk, se classant neuvième du sprint.
Chez les juniors, elle prendre part aux mondiaux en 2010 et 2011, mais n'y est pas en réussite. En 2011-2012, elle court principalement dans la Coupe OPA, y montant sur un podium lors d'une poursuite. Aux Championnats du monde des moins de 23 ans à Erzurum, elle finit septième du sprint.
Elle fait ses débuts en Coupe du monde en décembre 2012 au Tour de ski. En janvier 2013, elle marque ses premiers points en Coupe du monde avec une 28e place au sprint de Liberec. En 2014 à Val di Fiemme, elle gagne une médaille d'or sur le sprint libre et une de bronze sur le 10 km classique des Championnats du monde des moins de 23 ans.
Elle obtient ensuite son meilleur résultat dans l'élite avec une 14e au sprint classique des Finales de Falun.
En février 2017, après deux saisons sans présence au classement général, elle finit pour la première fois dans le top dix d'une course de Coupe du monde avec une huitième place au skiathlon de Pyeongchang. Un an plus tard, elle égale ce résultat avec une huitième place au sprint libre de Dresde.
En 2018, elle est sélectionnée pour les Jeux olympiques à Pyeongchang, y prenant la 28e place au sprint classique.
Ne pouvant lutter avec les meilleures, elle décide d'arrêter sa carrière sportive en 2019.

## Palmarès

### Jeux olympiques d'hiver
| Épreuve / Édition   | Sprint                           | Sprint    | 10 km | 10 km                            | Skiathlon 2 × 7,5 km | 30 km | Relais | Relais   |
| Épreuve / Édition   | libre                            | classique | libre | classique                        | Skiathlon 2 × 7,5 km | 30 km | Sprint | 4 × 5 km |
| JO 2018 Pyeongchang | Épreuve inexistante à cette date | 28e       | —     | Épreuve inexistante à cette date | —                    |       |        |          |

Légende :
- : pas d'épreuve
- — : Non disputée par Schicho

### Coupe du monde
- Meilleur classement général : 55e en 2017.
- Meilleur résultat individuel : 8e.

#### Classements en Coupe du monde
| Année     | Classement général final | Classement distance | Classement sprint |
| 2012-2013 | 117e                     |                     | 75e               |
| 2013-2014 | 93e                      |                     | 60e               |
| 2016-2017 | 55e                      | 46e                 | 42e               |
| 2017-2018 | 75e                      |                     | 46e               |
| 2018-2019 | 100e                     |                     | 66e               |

### Coupe OPA
- 3e du classement général en 2015.
- 9 podiums, dont 2 victoires.